# TV widget
Los TV widgets son una nueva tecnología que permite acceder a contenidos y servicios de Internet desde Televisión inteligente a través de aplicaciones diseñadas específicamente para una mejor navegación y control desde el mando de la televisión.  Los programadores podrán crear micro-aplicaciones (widgets o gadgets) que se superpondrán por encima de la imagen de la televisión, de modo que actuarán como un canal bi-direccional de información entre la persona sentada en casa y lo que se ve en la TV.

## ¿Cómo funcionan?
Estos servicios se presentan en una ventana lateral, así que pueden ser utilizados mientras se ve la televisión excepto cuando se quieren reproducir fotografías o vídeos, que se despliegan a pantalla completa. A través de un botón en el mando a distancia, se activa el menú TV Widget Dock, que se sitúa en la parte inferior de la pantalla, de manera no intrusiva, se selecciona un Widget y se puede ver el contenido sin perder detalle del programa que se esté emitiendo, por lo que incluso puede haber dos personas utilizando el mismo dispositivo para dos cosas distintas al mismo tiempo.
El sistema permite que cada miembro de la familia pueda crear un perfil propio con su selección personal de Widgets. Los usuarios pueden descargar nuevas aplicaciones de la biblioteca Yahoo! Widget Gallery, es tan simple como ingresar con tu “log” en el sistema, acceder a WidgetGallery, descargarlos widgets que te interesen y añadirlos a tu perfil. Con cada Widget también se puede crear un atajo o Snippet para tener acceso rápido a la información deseada, de manera que se puede acceder a las fotos de tus amigos en Flickr, comprar un producto en eBay o ver un episodio de tu serie favorita.

## ¿Qué televisores son compatibles?
Las compañías Samsung, LG, Sony y Vizio comenzarán a comercializarlos durante 2009 en algunos modelos, como el Samsung LED TV 7000.
Otras compañías se decantan por desarrollar su propia plataforma de contenidos multimedia, como Philips y Loewe.
Philips NetTv incorpora Internet a la gran pantalla. A través de Net TV, los usuarios podrán navegar por la red utilizando el control remoto, con una cantidad de páginas web y servicios adaptados específicamente al producto para ver a través de los televisores, sin necesidad de ordenador o subscripciones.
Loewe MediaNetwork, que también permite acceder a Internet desde el televisor y a aplicaciones como YouTube sin necesidad de un ordenador, aunque de forma más limitada que los Yahoo! Widgets y no se tratará de una plataforma abierta a todo el que quiera desarrollar. Aunque el software vendrá integrado en todos sus productos, también habrá una versión gratuita disponible para ser descargada e instalada en algunos de los modelos de la compañía.

## ¿Qué entornos se necesitan para desarrollar?
Se trata de una plataforma abierta en la que cualquier desarrollador puede diseñar un TV Widget, que los usuarios pueden descargar y usar en su televisor. 
Estos widgets se programarán con tecnologías web estándares como Javascript y XML (con lo que Yahoo llama el "Widget Development Kit (WDK)").